# Psychic Ills
Psychic Ills est un groupe de rock indépendant américain, originaire de New York. La musique du quatuor est un véritable patchwork de genres variés, allant du drone au krautrock (pour la rythmique tribale), d'une pop psychédélique à du rock noisy expérimental. Le groupe est signé sur le label new-yorkais Sacred Bones Records.

## Biographie
Tres Warren (né en 1978) est né et a grandi au Texasoù il étudie à l'University du Texas à Austin et fait la rencontre d'Elizabeth Hart. Formé par Tres Warren, le groupe fait ses débuts sur le label Mental Violence avec le single Killers b/w Vice en novembre 2003. Il est suivi par l'EP quatre titres Mental Violence II: Diamond City publié chez The Social Registry en novembre 2005. Il comprend un remix du morceau titre par Sonic Boom. Ces deux sorties s'accompagnent de deux morceaux à part sur les compilations Early Violence.
Leur premier album studio, Dins, est publié en février 2006. Produit par Charles Burst, il fait participer Tom Gluibizzi (guitare, claviers) et Brian Tamborello à la batterie.
Au début de 2008, Psychic Ills joue à Marfa, Texas, en ouverture du Hello Meth Lab in the Sun au Centre d'arts plastiques contemporains de Bordeaux en France, pour le festival IAO. En 2009, ils sortent Mirror Eye, précédé par le single Mantis,. La même année, ils jouent en soutien aux the Butthole Surfers et collaborent avec Gibby Haynes. En 2010, le claviériste Jimy SeiTang quitte le groupe.
Plutôt que d'enregistrer un nouvel album, le duo sort quatre EP expérimentaux. Le premier, Telesthetic Tape, apparait au label Danish Skrot et comprend deux morceaux non titrés. Il est réédité en 2011 en vinyle. En juin 2010, le groupe sort l'EP quatre titres Catoptric au label The Social Registry. L'EP Astral Occurrence est publié au label The Spring Press. Le dernier, un EP remix, FRKWYS Vol. 4 est publié.
La mort de Tres Warren, à l'âge de 41 ans, est annoncée dans la nuit du lundi 23 au mardi 24 mars 2020.

## Discographie

### Albums studio
- 2006 : Dins (The Social Registry)
- 2009 : Mirror Eye (The Social Registry)
- 2011 : Hazed Dream (Sacred Bones Records)
- 2013 : One Track Mind (Sacred Bones Records)

### Singles et EP
- 2003 : Mental Violence I
- 2005 : Mental Violence II: Diamond City
- 2006 : Early Violence
- 2010 : Astral Occurrence
- 2010 : Catoptric
- 2010 : Telesthetic Tape
- 2010 : FRKWYS VOL. 4: PSYCHIC ILLS
- 2011 : Telesthetic Tape
- 2012 : Zoned/Take Me With You